# 伊茲格雷夫海峽
62°20′10″S 59°40′30″W / 62.33611°S 59.67500°W

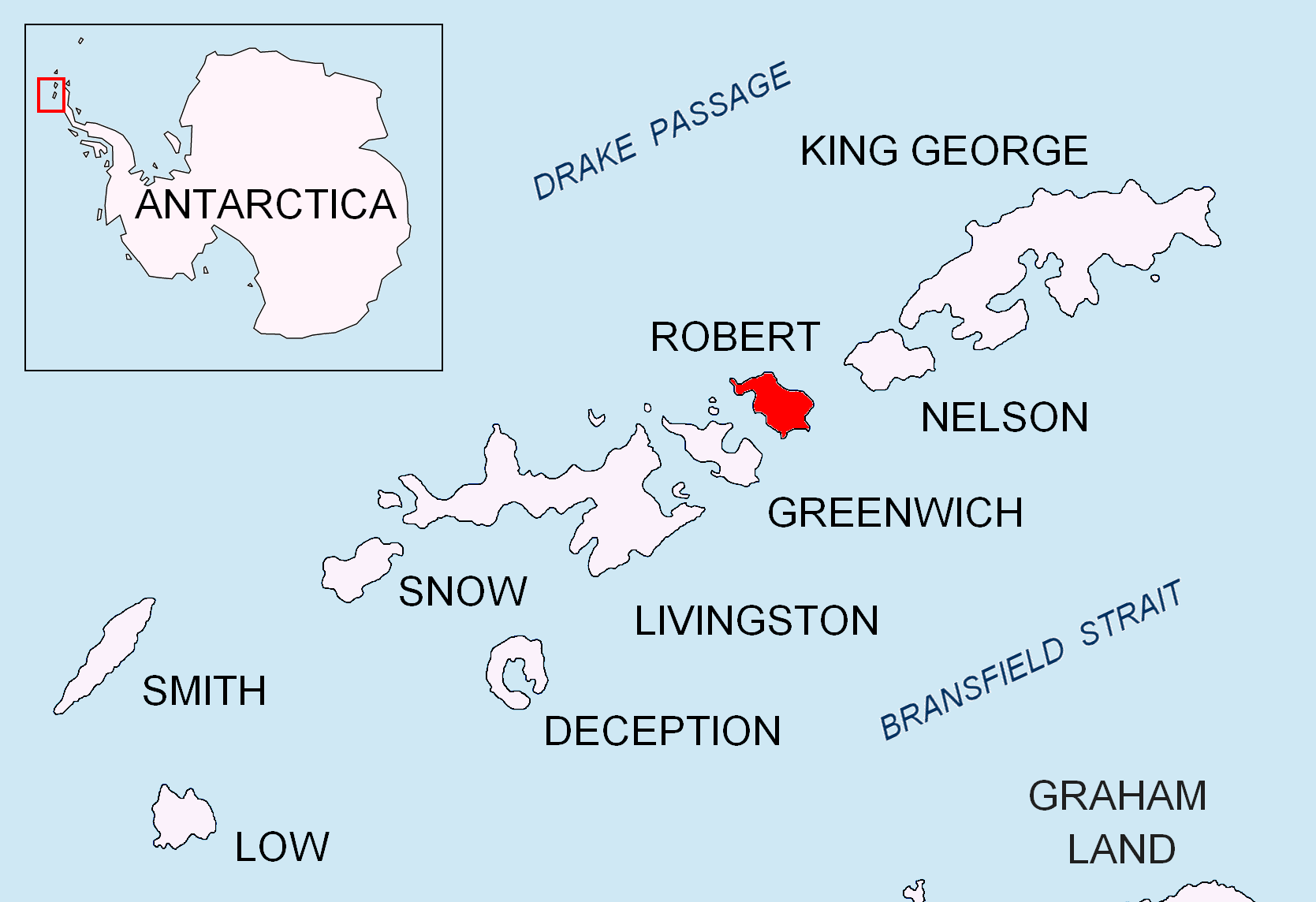

伊茲格雷夫海峽（Izgrev Passage），是南極洲的海峽，位於南設得蘭群島，把羅伯特島西北岸與羅戈曾島、海伍德島、波爾迪姆群島分隔，寬2.3公里，以保加利亞城鎮命名，現時由南極條約體系管理。